# كأس إسكتلندا 2000–01
كأس اسكتلندا 2000–01 (بالإنجليزية: 2000–01 Scottish Cup)‏ هو موسم من كأس اسكتلندا. فاز فيه نادي سلتيك.